# Гоуп Пім
Гоуп Пім (англ. Hope Pym), також відома як Червона королева (англ. Red Queen) — вигадана персонажка з коміксів американського видавництва Marvel Comics. Дочка Генка Піма і Джанет ван Дайн у всесвіті Marvel Comics 2 (MC2), де її називають Червоною королевою.
Еванджелін Ліллі зіграла Гоуп ван Дайн у Кінематографічному всесвіті Marvel у фільмі «Людина-мураха» (2015), повернулася до своєї ролі у фільмах «Людина-мураха та Оса» (2018) та «Месники: Завершення» (2018). Вона знову зіграє супергероїню в майбутньому фільмі «Людина-мураха та Оса: Квантоманія» (2023). Лілі озвучила Осу в анімаційному телесеріалі «А що як…?» (2021), створений для сервісу потокового мовлення Disney+ і заснований на однойменній серії коміксів видавництва Marvel Comics.

## Історія публікації
Персонажка була створена Томом ДеФалко й Роном Френзом. Уперше з'явилася в коміксі A-Next #7 (квітень 1999).

## Сили та здібності
Як Червона Королева, Гоуп Пім використовує імплантовані біокрила для польоту. Крім того, вона має біоелектричні бластери, встановлені на рукавичках на тильній стороні її рук, і кігті, вбудовані в її рукавички. Проте, очевидно, вона не має можливості змінити свій розмір.

## Поза коміксами

### Фільми
- Еванджелін Ліллі грає Гоуп ван Дайн/Осу в кіновсесвіті Marvel[2][3][4], а Мадлен МакҐро зображує цю персонажку в дитинстві у спогадах в «Людина-мураха та Оса» (2018)[5].

### Телебачення
- Гоуп ван Дайн/Осу з'явилася в четвертому сезоні анімаційного серіалу «Месники, єднаймося!», озвучена Карі Волґрен[6][7].
- Гоуп ван Дайн/Осу з'явилася в анімаційному серіалі «Людина-мураха» від каналу Disney XD, озвучена Меліссою Ройч[8].

### Відеоігри
- Гоуп ван Дайн/Осу з'явилася як ігрова персонажка в грі «Lego Marvel's Avengers»[9].
- Гоуп ван Дайн/Осу з'явилася як ігрова персонажка в таких іграх: «Marvel: Contest of Champions», «Marvel: Future Fight», «Marvel Strike Force», «Marvel Puzzle Quest» і «Marvel Avengers Academy»[10].